# Juan Bautista Ceballos
Juan Bautista Loreto Mucio Francisco José de Asís de la Santísima Trinidad Ceballos Gómez Sañudo (Durango, Durango; 13 de mayo de 1811-París, 20 de agosto de 1859), fue un abogado y político mexicano que se desempeñó como presidente interino de México entre el 6 de enero y el 8 de febrero de 1853. También se desempeñó como gobernador de Michoacán y como presidente de la Suprema Corte de Justicia de la Nación de 1852 a 1853, fecha en la que renunció para la presidencia tras la renuncia Mariano Arista por el Plan del Hospicio.

## Primeros años y formación
«En el Sagrario de esta Santa Iglesia Católica de Durango Vice Parroquia de la Inmaculada Concepción y S.S. Francisco Xavier en el día trece de mayo de mil ochocientos once. El Dr. D. Juan Francisco Balda con mi licencia bautizo solemnemente a un niño español que nació hoy de la fecha hijo de D. Juan Fernando de Cevallos, y de Da. María Manuela Gómez Sañudo, legítimamente casados Parroquianos de esta Santa Iglesia; Nieto por línea Paterna de Dn. Juan de Cevallos y Mier y de Da. María Josefa Bernardo de Quiroz, y por la Materna de Dn. Francisco Antonio Gómez Sañudo, y de María Josefa Alcalde, al cual le fue puesto por nombre Juan Bautista Loreto Mucio, Francisco José de Asís de la Santísima Trinidad; fueron sus padrinos el mismo D. Francisco Antonio Gómez Sañudo, Regidor Decano de esta ciudad, y en ella Alguacil Mayor, Capitán de la 1° Compañía de Auxiliares Fusileros etc., etc. y Da. María Francisca Gómez Sañudo, quienes están instruidos del parentesco espiritual y obligaciones a su cargo. Y para que conste lo firmé. 

Simón González de Cossío [Rúbrica].»
Acta de bautizo de Juan B. Ceballos, 13 de mayo de 1811.

Ceballos vino al mundo la mañana del lunes 13 de mayo de 1811 en la ciudad y municipio de Durango. Tercer hijo de una familia de buena posición económica encabezada por sus padres, los citados Juan Fernando Ceballos y María Manuela Gómez Sañudo; hermano de Gregorio Luis Gonzaga (12 de marzo de 1807), José Alejandro (1809), José Ramón Florentino (17 de marzo de 1814) y Domingo Luis Ceballos (16 de mayo de 1815). 
Su hermano mayor, el licenciado Gregorio Ceballos se desempeñó como Gobernador Interino de Michoacán en 1852. Con la muerte de su abuelo materno en 1819; su familia se mudó de Durango a Valladolid, hoy Morelia. Efectuó ahí todos sus estudios básicos y superiores, culminados cuando se recibió de abogado en el Colegio de San Nicolás Obispo en 1835. Durante su época de estudiante universitario, se amistó con Melchor Ocampo y Santos Degollado. Ceballos se caracterizó por ser un abogado enérgico y liberal.

## Carrera política
Ceballos comenzó a ascender en su carrera como abogado y a ocupar diversos cargos públicos. Se desempeñó como diputado federal en 1842 y 1847, secretario general de Gobierno durante la gubernatura de su amigo Melchor Ocampo (1845-1848) y nuevamente diputado en 1851. Ceballos era un hombre nuevo en la política; liberal moderado, figuró en varios Congresos y fungió como gobernador de Michoacán; rigiendo bajo los principios e instituciones republicanas. Fue además magistrado de la Suprema Corte de Justicia y nombrado para presidirla el 14 de mayo de 1852; su trabajo más reconocible durante este periodo fue protestar contra el decreto del 21 de septiembre que suprimió la libertad de imprenta.

## Presidencia (1853)
El general Mariano Arista dimitió su cargo como presidente de México por el Plan del Hospicio y envió al Congreso su renuncia el día 5 de enero de 1853. Ezequiel Montes, quien presidió la sesión donde se dio lectura a la dimisión de Arista, traspasó el asunto a la comisión de puntos constitucionales a cargo de los señores Fuente y Boves quienes acordaron:

«La Cámara deliberará sobre el dictamen relativo a la renuncia del Excelentísimo Señor Presidente, continuando con la sesión permanente hasta la definitiva resolución del negocio y hasta que se verifique el nombramiento a que haya lugar si la renuncia fuese admitida.»

En su carta de renuncia dirigida hacia el Congreso, Arista pedía que Juan Bautista Ceballos se encargara del gobierno, en calidad de Presidente de la Suprema Corte de Justicia, mientras el Congreso llamaba a elecciones. Tras analizarse la renuncia de Arista, y luego de una breve discusión promovida por Juan José Baz, los ochenta y dos diputados presentes aprobaron la dimisión del general. Inmediatamente, la Cámara de Diputados procedió al nombramiento de presidente interino, saliendo nominados Mariano Riva Palacio, Benito Juárez, Ángel Trías, Juan Nepomuceno Almonte, Melchor Ocampo y Juan Múgica y Osorio. Riva Palacio utilizó su influencia para apoyar a Ceballos y la mayoría de los diputados se decidieron por el entonces Presidente de la Suprema Corte para sustituir a Arista. 
De veinticuatro diputaciones que votaron… 
- Ceballos: 19 votos
- Juan Nepomuceno Almonte: 1 voto
- Juan Álvarez: 1 voto
- Mariano Riva Palacio: 2 votos

De ochenta y cuatro diputados…
- Ceballos: 59 votos
- Mariano Riva Palacio: 14 votos
- Juan Nepomuceno Almonte: 4 votos
- Melchor Ocampo: 2 votos
- Juan Álvarez: 2 votos
- Juan Múgica: 1 voto

Tras el conteo de las votaciones; Ceballos era el nuevo Presidente Interino de México, cargo que ostentó por un mes y un día. Juan Bautista asumió su cargo a las siete y media de la noche del jueves 6 de enero de 1853 en la Cámara de Diputados, donde prestó juramento y pronunció un discurso en el que protestó su adhesión a las instituciones. Ezequiel Montes contestó que el Congreso apoyaría los esfuerzos del nuevo gobierno.

### Gabinete
El mismo sábado 8 de enero de 1853 quedó constituido el gabinete del licenciado Ceballos, que estaba formado por personas inexpertas e inadecuadas para las exigencias de la época. Fueron invitados a formar parte del gobierno Teodisio Lares, Mariano Riva Palacio, Tomás López Pimentel y Mariano Yáñez. Al final se arregló la siguiente combinación: 
| Gabinete de Juan Bautista Ceballos | Gabinete de Juan Bautista Ceballos | Gabinete de Juan Bautista Ceballos |
| ---------------------------------- | ---------------------------------- | ---------------------------------- |
| CARGO                              | NOMBRE                             |                                    |
|                                    |                                    |                                    |
| Secretario de Relaciones           | Juan Antonio Fuente                |                                    |
|                                    |                                    |                                    |
| Secretario de Justicia             | Joaquín Ladrón de Guevara          |                                    |
|                                    |                                    |                                    |
| Secretario Hacienda                | Francisco Iturbe                   |                                    |
| Secretario de Hacienda             | José María Urquidi                 |                                    |
|                                    |                                    |                                    |
| Secretario de Guerra               | Santiago Blanco                    |                                    |

- Juan Antonio Fuente: diputado por Coahuila e invitado a formar parte del gabinete de Ceballos, de ideas moderadas, aceptó el puesto de ministro de Relaciones sin la experiencia ni la práctica política que requería su cargo.

- Joaquín Ladrón de Guevara: eclesiástico y senador, se distinguió en 1844 por defender en juicio a Santa Anna;  había sido ministro de Justicia en otras ocasiones pero no se distinguió por su trabajo.

- José María Urquidi: liberal moderado, trabajador y conocedor de asuntos de crédito público; su carácter tímido e irresoluto no lo hicieron un buen ministro de Hacienda en unos tiempos de golpeada crisis económica.

- Santiago Blanco: comandante general de Sonora, no tenía partido definido, a veces era de la oposición y sus inclinaciones tendían ser conservadoras.

### Obras
Su primer acto fue disolver las dos cámaras del Congreso, que ya se apresuraban a ponerse a los pies de Santa Anna; diputados y senadores se opusieron a la medida e instigaron a la guarnición de la Ciudad de México al mando de Manuel María Lombardini, para que se sublevara en apoyo al retorno de Santa Anna. La presión fue tan grande que Ceballos se vio obligado a negociar, para calmar las pasiones organizó una junta de notables formada por representantes del clero, del ejército, magistrados, propietarios, comerciantes e industriales.
La junta acordó designar un presidente que duraría un año, al término del año el Congreso resolvería el destino de la nación. Sin embargo, la agitación política iba en aumento y para evitar un inútil derramamiento de sangre, consciente del peligro y de las consecuencias de la nueva revuelta para la sociedad, Juan Bautista Ceballos, declinó la presidencia huyendo de esta función dada la ingobernabilidad que privaba en el país y entrega la presidencia al General Manuel María Lombardini el 20 de abril de 1853. En 1856, acepta ser diputado por Michoacán y Colima. Inexplicablemente se marcha a Europa y muere el 20 de agosto de 1859 en la ciudad de París, Francia.

## Últimos años y muerte
Ceballos dejó el poder en manos de Lombardini y fue reinstalado en su cargo como Presidente de la Suprema Corte de Justicia. El presidente Santa Anna, fiel a su tendencia monárquica, por medio de su ministro de Relaciones Manuel Díez de Bonilla; le ofreció a Ceballos nombrarlo caballero de la Orden de Guadalupe el 22 de noviembre de 1853. Dos días después Ceballos dio su respuesta, declinando el nombramiento argumentando que iba en contra de sus principios y que lo consideraba inadecuada la institución de aquella Orden en un país republicano. 
Díez de Bonilla se indignó y acusó a Ceballos falto de virtud, de lealtad, de mérito y patriotismo. Santa Anna lo declaró sospechoso y el 29 de noviembre del mismo año lo depuso de su cargo de presidente de la Suprema Corte de Justicia; pues no aceptó ser parte de la Orden de Guadalupe a pesar de que los magistrados eran inamovibles. Más tarde, en 1856 fue elegido diputado por Michoacán y Colima y formó parte del Congreso Constituyente de 1857, aunque no firmó la Constitución. 
Al iniciarse la Guerra de Reforma en 1857; Juan Bautista Ceballos dejó México y se estableció en París, en una modesta residencia situada en el número 24 de la calle Louis-le-Grand. Ahí, a los 48 años de edad, murió el 28 de agosto de 1859. En su testamento, dejó 5000 pesos a su albacea, el licenciado José María Lafragua, para que concluyera sus asuntos pendientes. El resto de su fortuna la repartió entre su sobrino José Ceballos Cepeda (1831), hijo de su hermano José Alejandro y Feliciana Cepeda; y la Casa de Corrección de Jóvenes Delincuentes. Sus funerales fueron pagados y presididos por el ministro José María Lafragua en la iglesia de San Roque, ubicada en el número 284 de Rue Saint-Honoré; a donde acudieron mexicanos residentes en París, entre los que se encontraba el general Ramón Tavera, el general Ignacio Comonfort, el coronel Juan Orbegozo y Francisco Olaguibel.